# مريمه الشمالية (سيئون)

تعديل مصدري - تعديل

مريمه الشمالية هي إحدى قرى عزلة سيئون بمديرية سيئون التابعة لمحافظة حضرموت، بلغ تعداد سكانها 7 نسمة حسب تعداد اليمن لعام 2004.